# 陈官镇
陈官乡，是中华人民共和国山東省东营市广饶县下辖的一个乡镇级行政单位。

## 行政区划
陈官乡下辖以下地区：
高斗村、董斗村、杨斗村、孙斗村、李斗村、高店村、芦里村、杨桥村、李家村、董庄村、燕儿村、孟庄村、张家村、古家村、黄家村、北赵村、卧佛村、坡南村、斜里村、大刘村、小刘村、北户村、东齐村、碑寺村、梯门村和陈官村。

## 人口
2010年中国第六次人口普查时，陈官乡共有人口20256人。共有家庭7708户，平均每户2.60人。14岁以下的少年儿童共3722人，占总人口18.37%；15-64岁人口共14339人，占总人口70.78%；65岁及以上的老年人共2195人，占总人口的10.83%。男性共计9987人，占总人口49.30%；女性共计10269，占总人口50.69%。本地居住的人口中，拥有本地户籍的人口为19369人，占95.62%。